# 斯維亞托耶謝帕奇欣斯科耶湖
56°01′17″N 42°52′13″E / 56.02139°N 42.87028°E

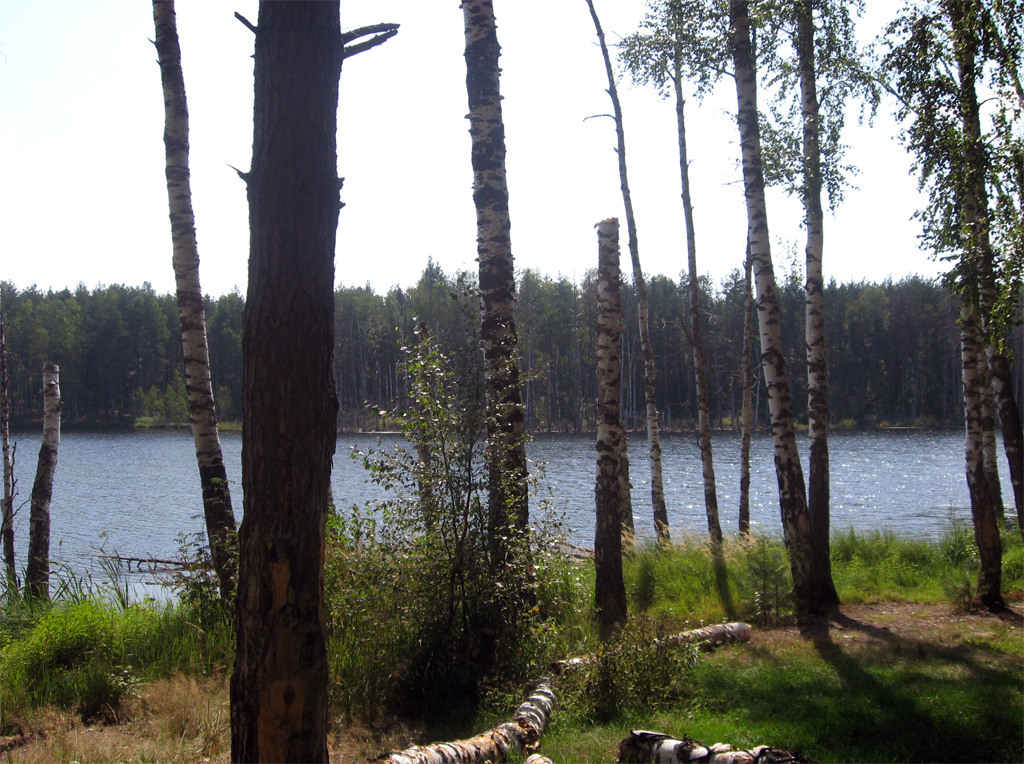

斯維亞托耶謝帕奇欣斯科耶湖（俄语：Святое Щепачихинское），是俄羅斯的湖泊，位於該國西部，由下諾夫哥羅德州負責管轄，長1公里、寬0.2公里，面積0.11平方公里，海拔高度92米，平均水深4米，湖岸線長度1.8公里。